# Berveni
Berveni (węg. Börvely) – wieś w Rumunii, w okręgu Satu Mare, w gminie Berveni. W 2011 roku liczyła 1898 mieszkańców. 